# Joseph Huff
Joseph Huff († 1671 in Seligenstadt) war ein  katholischer Priester, Benediktiner und letzter Abt des Klosters St. Januarius in Murrhardt.

## Vor dem Abbatiat
Joseph Huff stammte aus Fulda, über das Datum seiner Geburt sowie die Herkunft seiner Familie liegen keine Aufzeichnungen vor. Er trat als Novize in das Kloster Seligenstadt ein, legte dort das Ordensgelübde als Mönch ab und wirkte von 1635 bis 1641 als Pfarrer in Seligenstadt, sowie ab 1641 zusätzlich noch in Klein-Auheim. Durch Kirchenakten im Besitz des Bistums Mainz ist seine Teilnahme an einer Visitation des Frauenklosters Schmerlenbach am 5. Oktober 1638 im Gefolge des Seligenstädter Abtes Leonhard Colchon bezeugt; zudem ist er von 1640 bis 1643 als Vizedekan des Landkapitels Rodgau nachgewiesen.

## Wirken im Kloster Murrhardt
Nach der Verschleppung durch Landsknechte und dem Tod von Abt Emmerich Fünkler am 23. März 1643 fand sich das Kloster Murrhardt inmitten der Wirren des Dreißigjährigen Krieges führungslos. Da nach dem Tod Fünklers der Konvent der Abtei nur noch aus zwei Mönchen bestand, erfolgte die Ernennung von Joseph Huff zum Abt des Klosters Murrhardt im Jahr 1643 nicht wie üblich durch Wahl, sondern durch Abt Leonhard Colchon, den Präsidenten der Bursfelder Kongregation. Noch im selben Jahr unterstellte Huff sich und das Kloster den Weisungen dieser Klostervereinigung, obwohl kirchenrechtlich die Aufsicht über die Abtei dem Bistum Würzburg oblag.
Die Amtszeit von Joseph Huff als Murrhardter Abt war insbesondere durch die Aufgabe gekennzeichnet, das Vertrauen der überwiegend protestantischen Bevölkerung in den katholischen Glauben zurückzugewinnen. Hier entschied er sich in Sachen Gemeindeseelsorge und Kirchenbuchführung für eine erstaunlich pragmatische Lösung, die sich von der Hartherzigkeit und Prinzipienreiterei seines Vorgängers Fünckler völlig unterschied. So erteilte er dem evangelischen Pfarrer von Sulzbach, der die verwaiste Pfarrei Murrhardt betreute, in einem Schreiben vom 17. September 1646 ausdrücklich die Erlaubnis, in der Walterichskirche evangelische Gottesdienste abzuhalten und billigte diesem bei der Abwesenheit des Murrhardter Abtes schriftlich sämtliche seelsorgerischen Maßnahmen bis hin zur Spende des Abendmahls zu. Huffs Begründung, man könne die Pfarrkinder ja nicht ohne geistliche Versorgung lassen, war eine für die damalige Zeit theologisch sehr außergewöhnliche Anerkennung der Tätigkeit eines evangelischen Geistlichen durch einen katholischen Würdenträger. Dieses Entgegenkommen gegenüber der evangelischen Seite musste Huff jedoch bereits ein Jahr später, nach einer Rüge und auf Anweisung des Würzburger Bischofs Johann Philipp von Schönborn wieder zurücknehmen.
Mit Unterzeichnung des Westfälischen Friedens im Jahr 1648, an dessen Ausarbeitung der Murrhardter Prior und spätere Weihbischof im Bistum Hildesheim, Adam Adami, maßgeblich beteiligt war, endete die Rekatholisierung auch in Murrhardt. Die vertraglich vereinbarte Regelung zur Aufhebung der Klöster in Württemberg wurde durch die betroffenen Äbte jedoch nicht anerkannt. So weigerte sich auch Joseph Huff am 4. November 1648 trotz Aufforderung durch den Vogt von Backnang, das Kloster Murrhardt zu verlassen. Als der Vogt daraufhin alle Murrhardter Bürger im Klosterhof antreten und Herzog Eberhard III. von Württemberg huldigen ließ, protestierte Huff vehement und verkündete, dass er die Einwohner nicht aus ihrem Gehorsam gegenüber dem Murrhardter Abt entlasse, da das Kloster ihm und seinem Orden auf ewig gehöre.  Erst als durch den Würzburger Bischof die schriftliche Weisung erging, dass das Kloster umgehend zu räumen sei, gab er seinen Widerstand schließlich auf und die katholische Herrschaft im Kloster Murrhardt endete am 27. November 1648 mit Joseph Huffs Abzug unter Protest noch am selben Tag.

## Späte Jahre
Nach seiner Zeit im Murrhardter Kloster kehrte Joseph Huff wieder in sein ursprüngliches Kloster nach Seligenstadt zurück. Da weder er selbst noch die Bursfelder Kongregation die Vereinbarungen des Westfälischen Friedens zur Rückgabe von Klostergütern anerkannten, galt er nach katholischer Sichtweise weiterhin als rechtmäßiger Abt des Klosters Murrhardt. Unter dieser Amtsbezeichnung führte Huff 1650 im Auftrag der Kongregation eine Visitation der Abtei Mettlach an der Saar durch. Ein Jahr später, 1651, ist seine Teilnahme an der Tagung des Generalkapitels der Bursfelder Kongregation im Kloster St. Pantaleon zu Köln nachgewiesen.
Joseph Huff verstarb schließlich im Jahr 1671 in Seligenstadt.